# Torre de la Garrofa (Almería)
La torre de la Garrofa o torre de la Mona es una torre vigía que data del siglo XVI, situada en la pedanía de La Garrofa, en el municipio español de Almería, provincia de Almería.

## Descripción

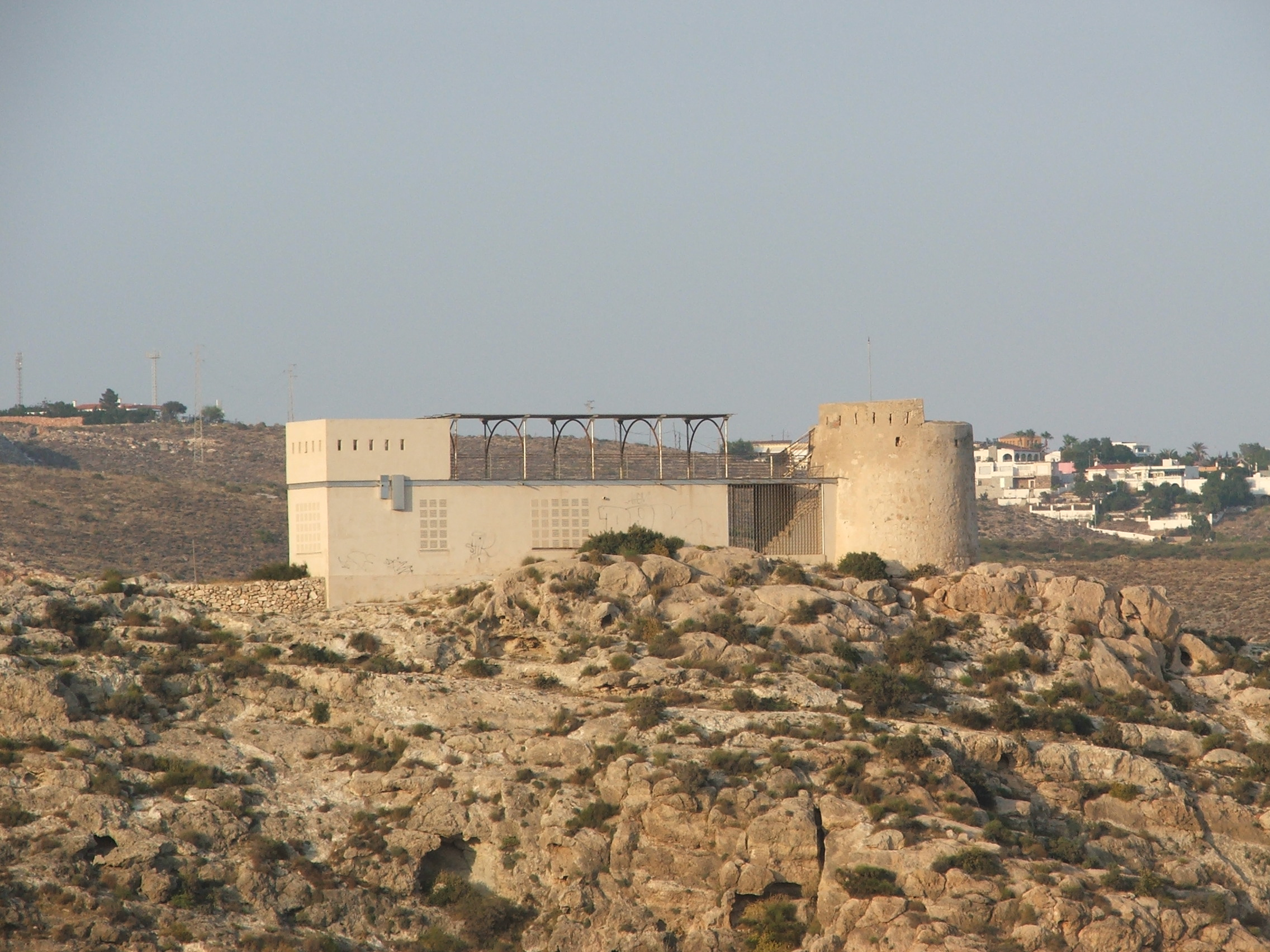
La Torre y el cuartel adosado, con Castell del Rey al fondo, desde el oeste.

Es una torre circular de 8 metros de altura con dos aspilleras, garita y satereras en la terraza superior, habiendo sufrido diversas transformaciones a lo largo de los años. Además, cuenta con un pequeño cuartel adosado, con algo más de 65 m² de superficie. Fue restaurada en 2002 y actualmente tiene uso residencial.
Está protegida por la Declaración genérica del Decreto de 22 de abril de 1949, expedido por el Ministerio de Educación Nacional, sobre protección de los castillos españoles y por la ley 16/1985 sobre el Patrimonio Histórico Español (BOE número 155 de 29 de junio de 1985). Es Bien de Interés Cultural incluido en el Catálogo General del Patrimonio Histórico Andaluz.

## Historia
Está datada en el siglo XVI y pertenece a la red de defensa marítima construida para la protección de la costa del reino de Granada ante el peligro de los piratas berberiscos. El sector que pertenecía la torre de La Garrofa estaba constituido por el castillo de San Telmo, Torrecárdenas, la atalaya del Perdigal, Torregarcía y la torre de San Miguel de Cabo de Gata. 
Diversos documentos históricos hablan de su ocupación por dos, cuatro o cinco infantes o guardias. Durante la guerra de la Independencia fue volada. A finales del siglo XIX se consolidan sus restos con un parapeto y se edifica el cuartel de carabineros con función de vigilancia de la costa. Posteriormente pasa a la Guardia Civil hasta su abandono a finales del siglo XX. Fue rehabilitada en 2002 y en la actualidad tiene uso residencial.